# Ulla Hahn

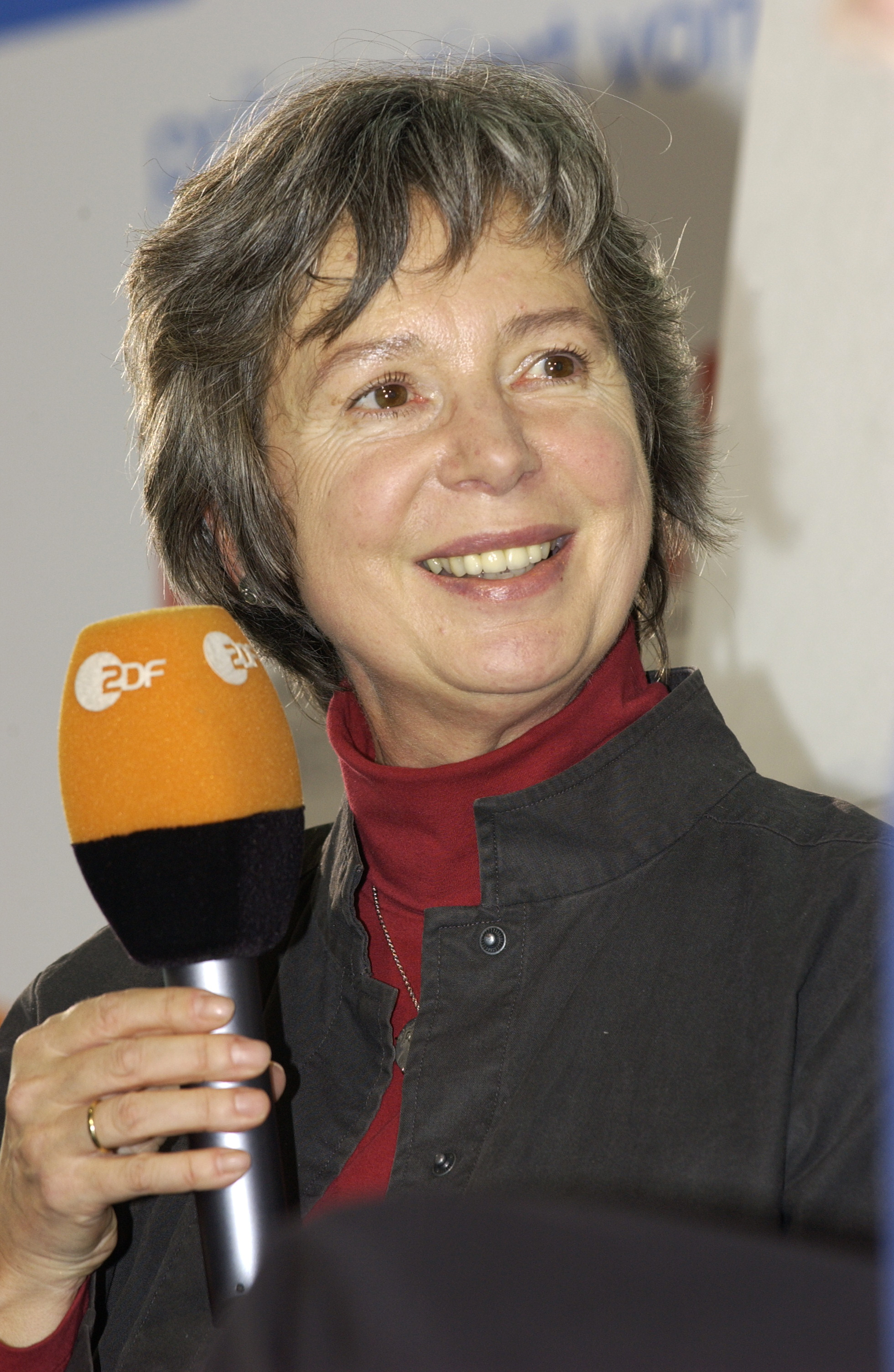
Ulla Hahn.

Ulla Hahn, född 30 april 1945 i Brachthausen, är en tysk författare.
Hahn debuterade med diktsamlingen Herz über Kopf (1981), vilken blev hennes genombrott. Hennes dikter handlar ofta om kärlek, till exempel i samlingen Liebesgedichte (1993). Hon har även utgivit diktsamlingen Wiederworte (2011). År 1991 utkom hennes första roman, Ein Mann im Haus (1991), handlar om en kvinna som håller sin älskare kedjad vid sängen, och har kommit att beskrivas både som "hänsynslöst feministisk" och som "oåterhållsamt feminin". Hon har senare skrivit tillbakablickande romaner; I Das verborgene Wort (2001) är en skildring av Rhenlandet under efterkrigstiden ur barnperspektiv. Unscharfe Bilder (2003), är en dotters uppgörelse med sin far och dennes roll under nazitiden. Aufbruch (2009) handlar om en ung flicka som under 1950- och 1960-talen lever i en by som präglas av inskränkthet och stereotypt könsrollstänkande, men försöker fly denna värld genom att ständigt ägna sig åt bokliga studier.